# 劉伯承故居 (重慶市)
劉伯承舊居位於重慶市开州区赵家街道周都村，文物遺址年代判定為1892年。1991年4月16日公佈為四川省第三批省級重點文物保護單位。2000年9月7日列為第一批重慶市文物保護單位。2013年3月5日公佈為第七批全國重點文物保護單位。